# Црква Успења Пресвете Богородице у Собини
Црква Успења Пресвете Богородице у Собини је православни храм који је саграђен 1826. године и припада Епархији врањској Српске православне цркве. С обзиром да представља значајну историјску грађевину, проглашена је непокретним културним добром Републике Србије. Налази се у Собини, под заштитом је Завода за заштиту споменика културе Ниш.

## Историја
Црква се налази на сеоском гробљу у Собини, грађена је 1826. године, а обнављана 1925. Грађена је као тробродна базилика правоугаоне основе са савремено грађеном припратом и накнадно дозиданим тремом који се пружа дуж јужне и делом западне стране. Изнад припрате је галерија са полукружном избаченом певницом, на истоку је мања полукружна апсида. Црква је грађена са зидовима од обрађеног камена са узаним спојницама и профилисаним венцем. Таваница је од дрвених греда које су у простору наоса системом аркада ослоњене на два реда дрвених стубова. Унутрашњост објекта је малтерисана, а у делу наоса се сачувао слој живописа. Иконостас је грађен од профилисаног дрвета, а сачувана су три реда икона. Код јужних врата наоса поред профилације се налазе фигурални флорални елементи. Изнад врата се налази камена плоча са натписом о времену градње и обнове цркве, а са бочних страна су сачуване две фреске. Посебно се истиче по обрађеним фасадама на делу апсиде са флоралном, фигуралном и геометријском орнаментиком у камену. У централни регистар је уписана 11. фебруара 1990. под бројем СК 862, а у регистар Завода за заштиту споменика културе Ниш 26. децембра 1989. под бројем СК 244.